# Peithner von Lichtenfels

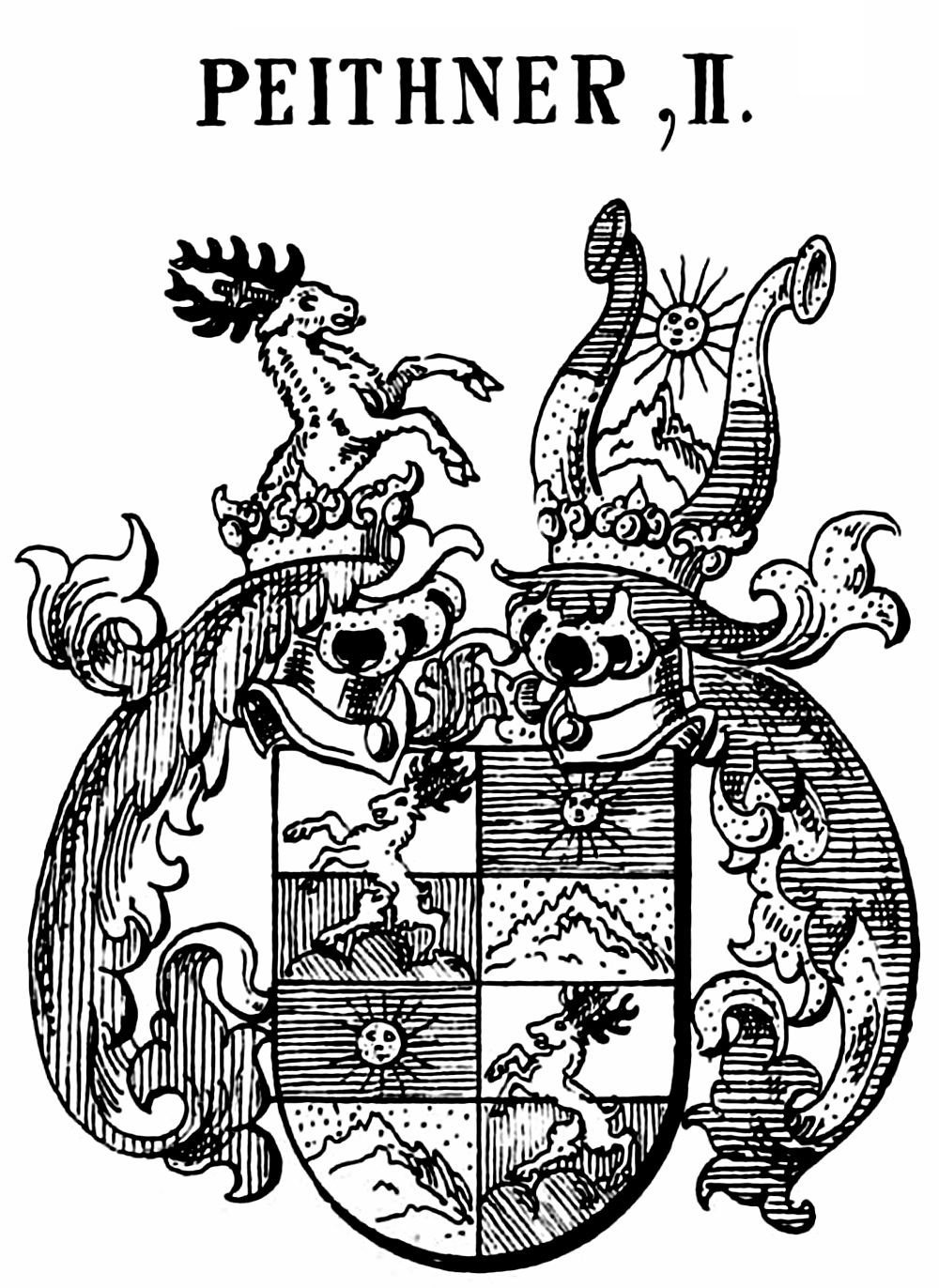
Ritterliches Wappen von 1780

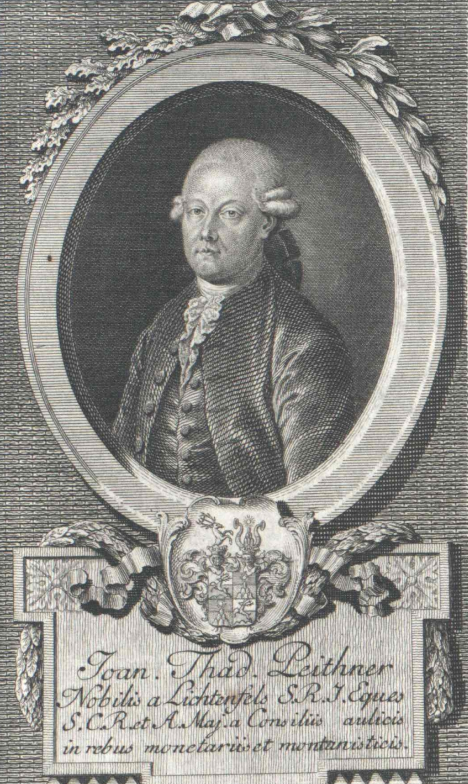
Johann Thaddäus Anton Peithner von Lichtenfels (1727–1792)

Peithner von Lichtenfels, auch nur Lichtenfels, Peithner-Lichtenfels ist der Name eines böhmisch-österreichischen briefadeligen Geschlechts, das 1780 in den Ritterstand und 1852 in den Freiherrenstand erhoben wurde.

## Geschichte

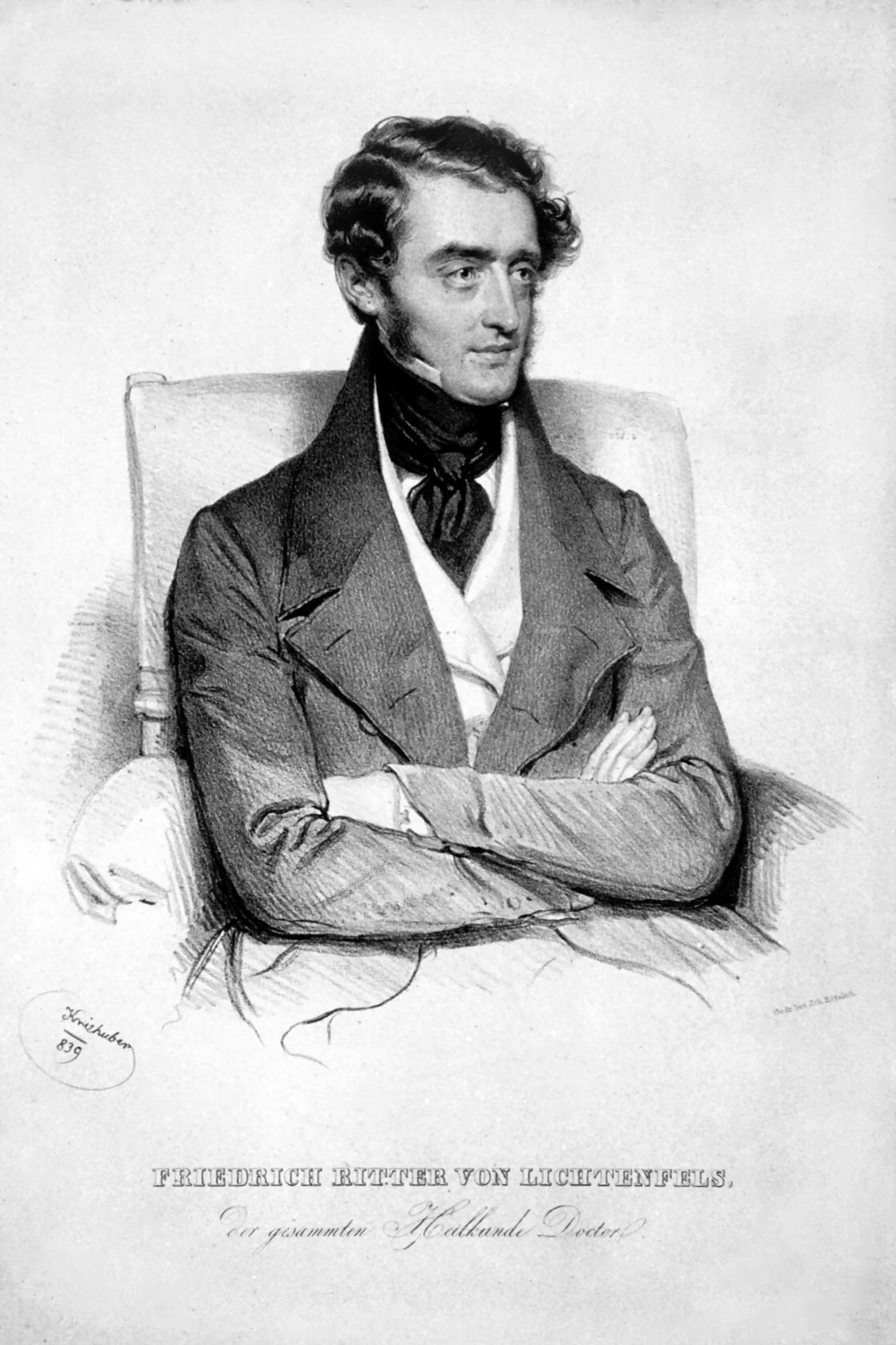
Friedrich Peithner von Lichtenfels (1795–1854)

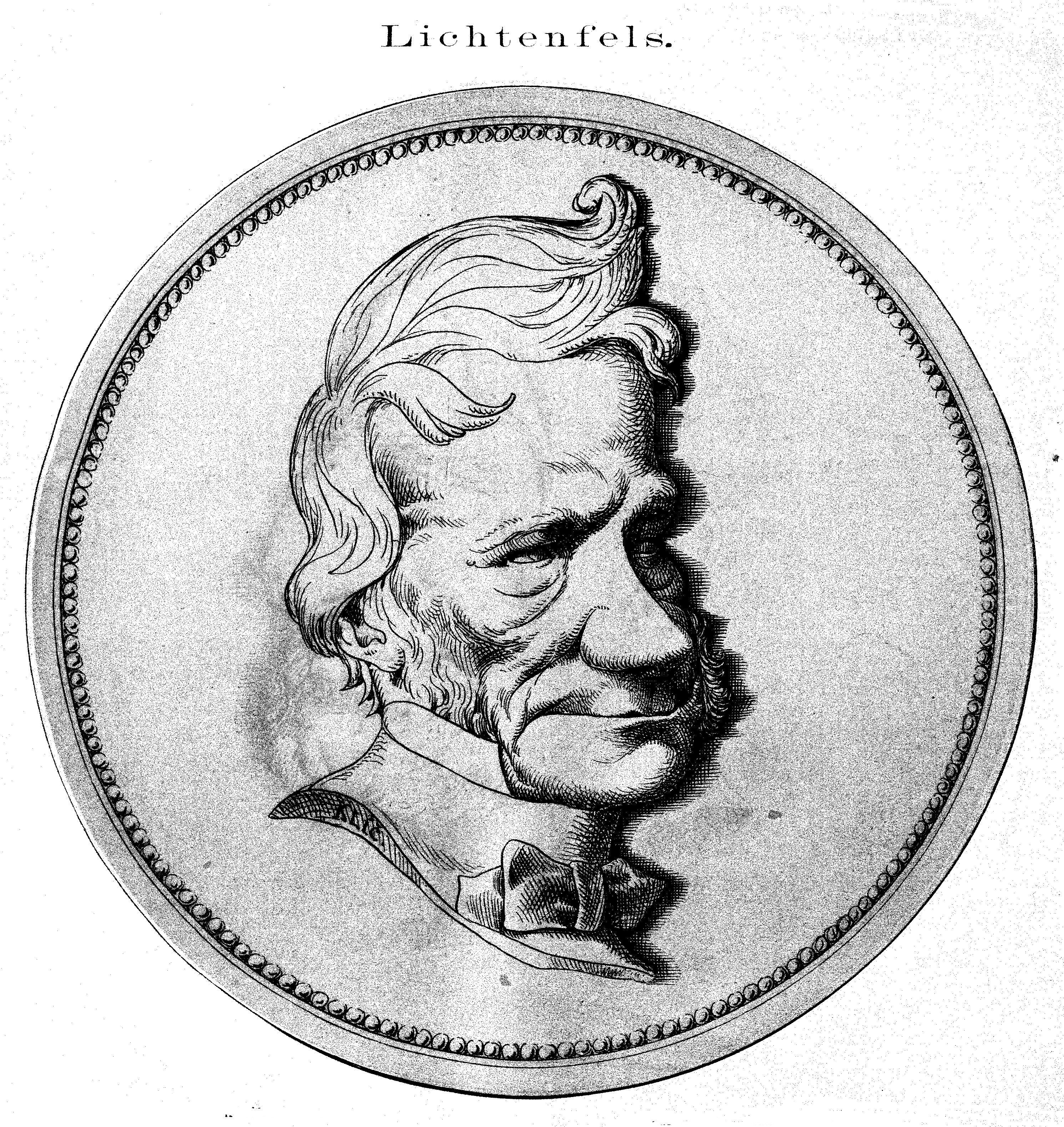
Thaddäus Peithner von Lichtenfels (1798–1877)

Die Familie stammte von dem alten Pustertaler Geschlecht Peintner ab, das mehrfach in Kriegs- und Landesdiensten hervortrat. Am 4. November 1609 verlieh Erzherzog Maximilian von Österreich in Innsbruck den Brüdern Augustin und Andreas sowie deren Vettern Peter und Bartholomäus Peintner aus der Herrschaft Rodenegg ein Wappen nebst Kleinod, damit verbunden war die Lehenfähigkeit. Johann Christian Peithner wanderte nach dem Dreißigjährigen Krieg um 1630 nach Böhmen aus und war dort in der Stadt Gottesgab an der sächsischen Grenze im Bergbau tätig. Dessen Sohn Johann Georg Peithner gelang es zu Zeiten der Gegenreformation, als viele des Glaubens wegen die Stadt verließen, die Bewohner zur Rückkehr zu bewegen. Durch Diplom vom 1. Dezember 1780 erlangten die Brüder Johann Thaddäus Peithner, k. k. Hofrat der montanischen Hofkammer und Joseph Wenzel Peithner, k. k. Bergrat und Oberamtsverwalter zu St. Joachimsthal auf Grund des von ersterem verfassten Werkes Versuch über die natürliche und politische Geschichte der böhmischen und mährischen Bergwerke mit dem Prädikat von Lichtenfels den erbländischen österreichischen Ritterstand. Am 12. März 1852 wurde zudem laut Diplom, der Enkel von ersterem, Thaddäus Peithner von Lichtenfels, k. k., Wirklicher Geheimer Rat, in den erbländischen österreichischen Freiherrenstand erhoben. Nach dem österreichischen Adelsaufhebungsgesetz von 1919 verlor die Familie ihre Adelsprivilegien. 

## Wappen
- Stammwappen von 1609: In einem von Silber und Rot geteiltem Schild auf grünem Dreiberg ein rechts emporspringender Hirsch mit rotem Passionskreuz zwischen dem Gestänge. Auf dem mit grünem Kranz belegten Helm mit rot–silbern Decken der Hirsch wachsend;
- Ritterliches Wappen von 1780: Schild geviert: 1. und 4. Feld von Silber und Rot geteilt, mit einem achtendigen Hirsch von gewechselten Farben, welcher von einem grünen Dreiberg aus nach der rechten Seite springt und zwischen dessen Geweih ein hohes rotes Kreuz steht; 2. und 3 Feld von Blau und Gold geteilt, mit einem aufsteigenden schroffen Felsen über welchem eine goldene Sonne strahlt.

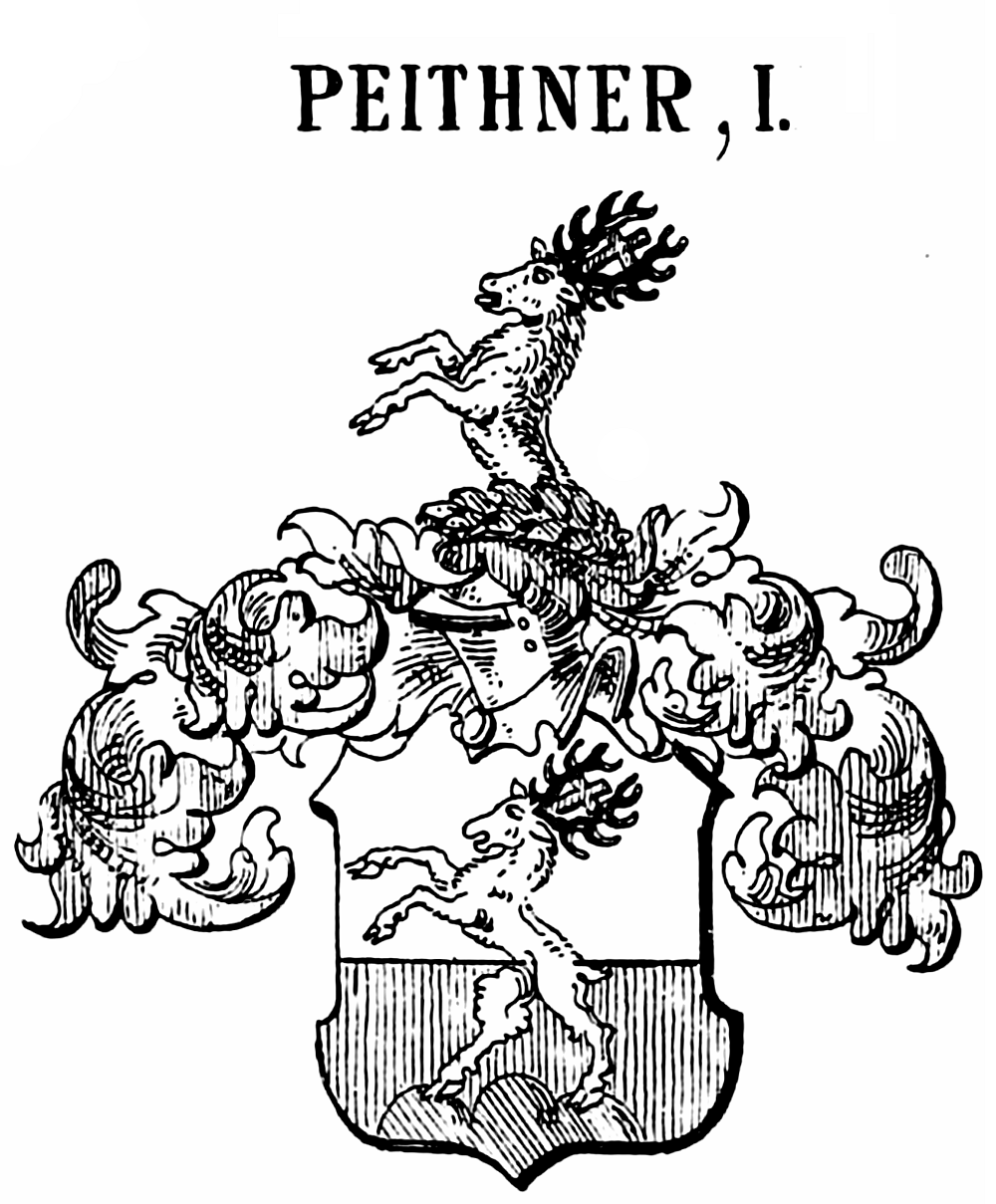
Stammwappen von 1609
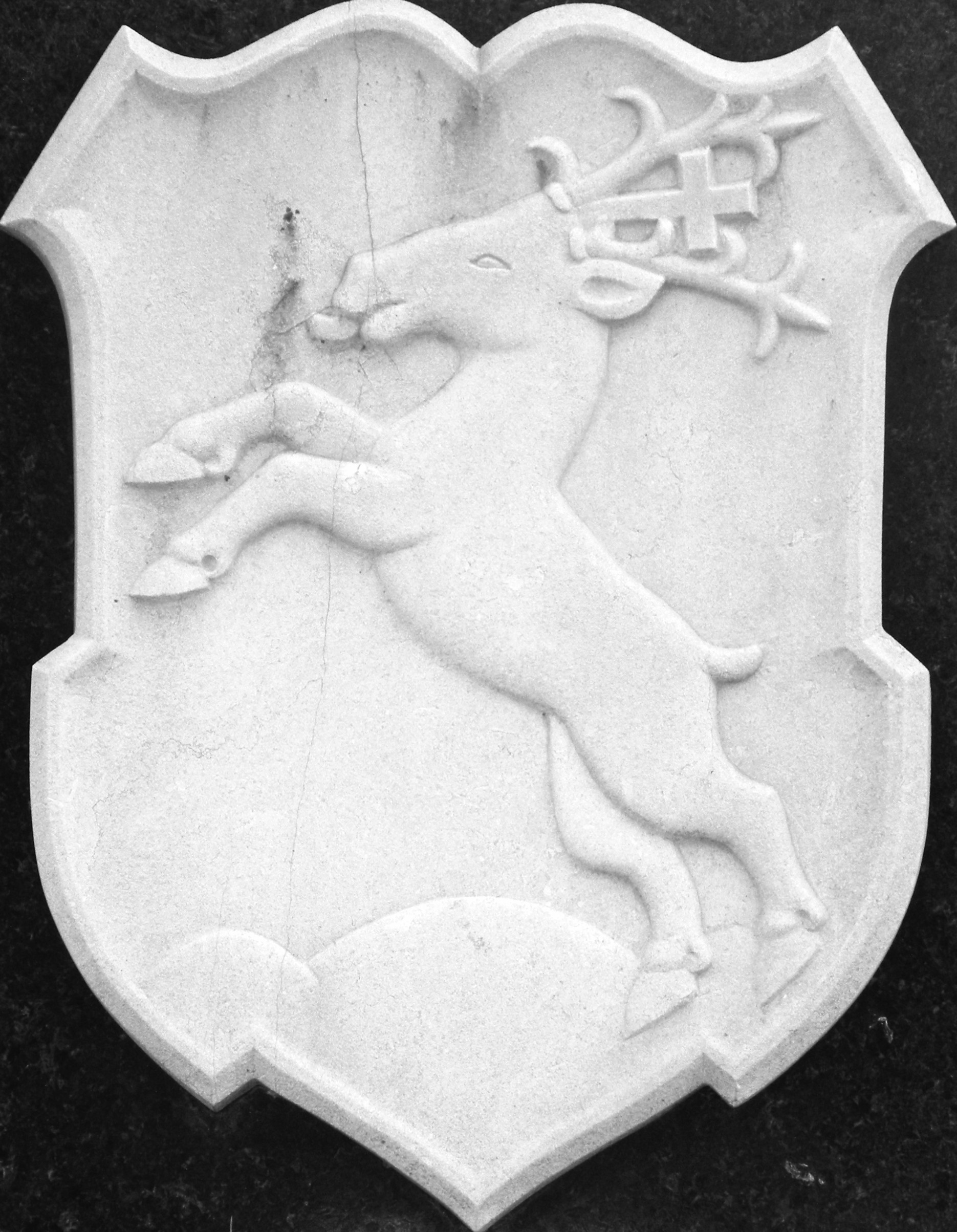
Stammwappen

## Persönlichkeiten
- Eduard Peithner von Lichtenfels (1833–1913), österreichischer Maler
- Friedrich Peithner von Lichtenfels (1795–1854), Dr. med. Professor für Geburtshilfe in Wien
- Johann Peithner von Lichtenfels (1795–1865), österreichischer Philosoph
- Johann Thaddäus Anton Peithner von Lichtenfels (1727–1792), böhmischer Montanwissenschaftler
- Joseph Wenzel Peithner von Lichtenfels (1725–1807), böhmischer Gubernialbergrat und Bergwerksinspektor
- Oskar Peithner von Lichtenfels (1852–1923), österreichischer Mathematiker
- Paula von Lichtenfels (1869– nach 1905), österreichische Pianistin, Opernsängerin und Gesangspädagogin
- Rudolf Peithner von Lichtenfels (1858–1905), österreichischer Techniker, k. k. Hofrat
- Thaddäus Peithner von Lichtenfels (1798–1877), österreichischer Jurist und Politiker